# Dno
Dno (russo: Дно) é uma cidade localizada no óblast de Pskov, Rússia, 113 km a leste de Pskov. Está situada na interseção de duas ferrovias: Pskov-Bologoye e São Petersburgo-Kiev.  Sua população de acorco com o censo de 2002 era de 10.049 habitantes, em 2005 a população estimada era de 9.700 habitantes.
Coordenadas geográficas: 57° 49' N e 29° 58' E.
Dno foi fundada em 1897 e recebeu o status de cidade em 1925. A base aérea de Dno localizava-se nesta cidade durante a guerra fria.